# Nyctosia poicilonotus
Nyctosia poicilonotus là một loài bướm đêm thuộc phân họ Arctiinae, họ Erebidae.